# Вальдшльосхенський міст
51°03′50″ пн. ш. 13°46′37″ сх. д. / 51.064° пн. ш. 13.777° сх. д.

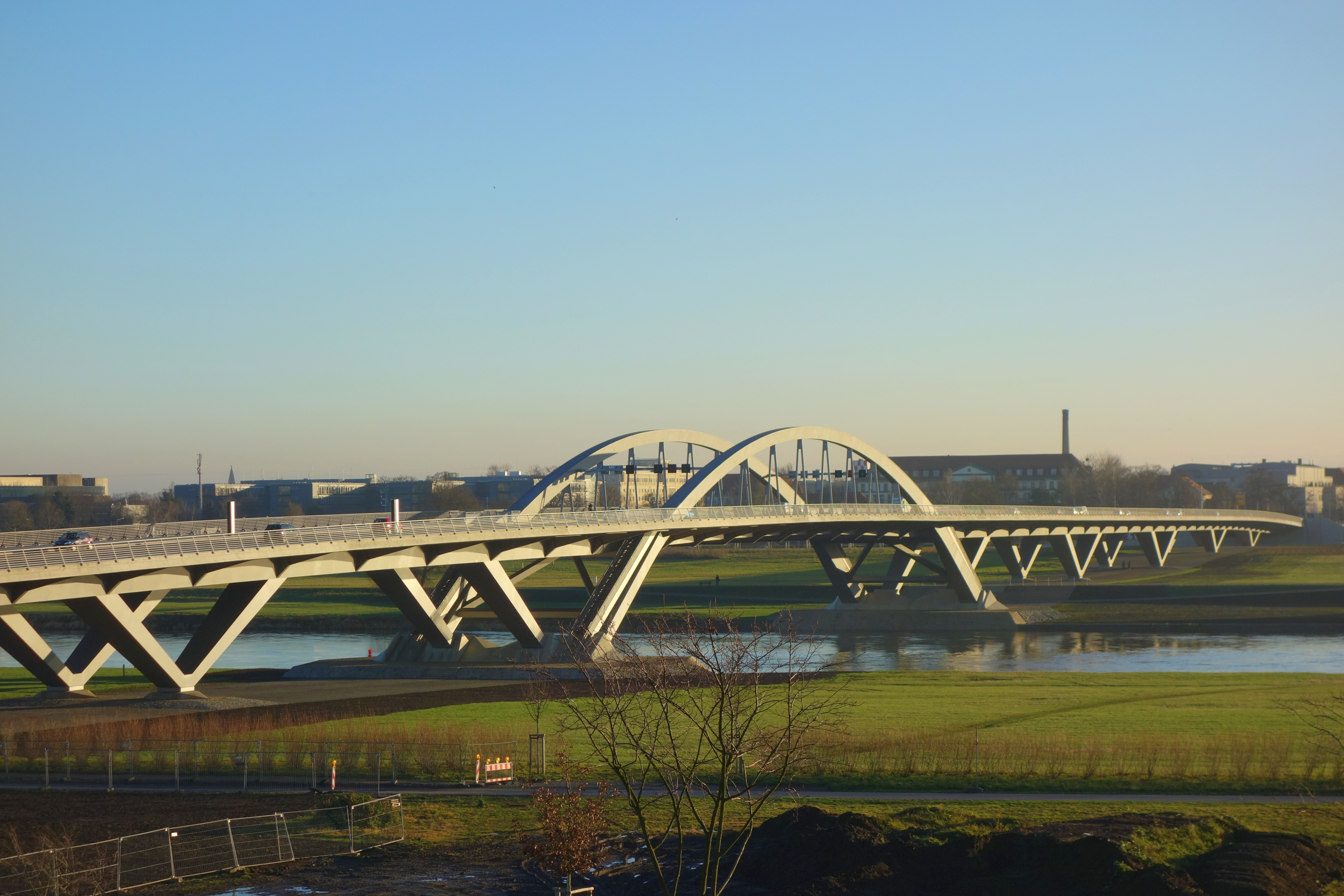
Вальдшльосхенський міст

Вальдшльосхенський міст (нім. Waldschlößchenbrücke або Waldschlösschenbrücke) — міст через річку Ельбу в Дрездені (Німеччина). Довжина моста 635 м, довжина прольоту 148 м, висота 26 м, ширина 14 м. Побудований в 2007—2013 рр.

## Будівництво
Міст призначений для усунення заторів у внутрішньому місті. Його будівництво було досить спірним, так як Дрезденська долина Ельби була оголошена ЮНЕСКО об'єктом Світової спадщини. ЮНЕСКО висловила серйозну заклопотаність щодо моста, відзначивши намір відкликати статус об'єкта Всесвітньої спадщини, якщо міст буде побудований. В результаті в 2006 році долина була включена в перелік об'єктів під загрозою (один із двох в Європі, після середньовічних монастирів в Косово).
Плани побудувати міст у цьому місці існували протягом XX століття. У 1996 році міська рада Дрездена погодилася на проект. Після восьми років процесу отримання дозволу на будівництво, в 2005 році був проведений загальноміський референдум з питання побудови моста. Жителі висловилися позитивно. У квітні 2006 року міська рада призупинила плани після скарги ЮНЕСКО. Але в березні 2007 року на юридичному слуханні Державний адміністративний високий суд виніс рішення на користь будівництва моста. Віце-президент Бундестагу Вольфганг Тірзе зазначив, що це «сумний день для Німеччини».
Будівництво застопорилося після того, як адміністративний суд виніс рішення в серпні 2007 року, що необхідно подбати про захист малого підковоноса, який жив поруч з місцем будівництва моста.
25 червня 2009 року Комітет Світової спадщини ЮНЕСКО проголосував за зняття статусу об'єкта Всесвітньої спадщини з Дрезденської долини Ельби через руйнування культурного ландшафту. Це другий в історії (після резервату аравійського онікса) випадок виключення об'єкта зі списку Світової спадщини.
Міст офіційно відкритий 24 серпня 2013 року, рух було запущено через два дні. На будівництво витрачено 180 млн євро.